# Beňadikovce
Beňadikovce (rusiń. Бенядикiвцї, Beniadykiwci) – słowacka wieś gminna (obec) w powiecie Svidník w kraju preszowskim.
Pierwsza pisemna wzmianka o Beňadikovcach pochodzi z 1414 roku. Do 1899 miejscowość nosiła nazwę Benedikócz. Według spisu ludności z 21 maja 2011 roku, miejscowość zamieszkiwało 230 osób. Powierzchnia miejscowości wynosi 12,56 km².
Starostą miejscowości jest Ladislav Džogan. Kod pocztowy do miejscowości to 090 42, numer kierunkowy to 0 54, a NUTS 527131.